# Adolf Ehrhardt
Pour les articles homonymes, voir Ehrhardt et Ehrhardt (nom de famille).
 (août 2018).
Si vous disposez d'ouvrages ou d'articles de référence ou si vous connaissez des sites web de qualité traitant du thème abordé ici, merci de compléter l'article en donnant les références utiles à sa vérifiabilité et en les liant à la section « Notes et références ».
Adolf Ehrhardt, né le 21 novembre 1813 à Berlin et mort le 19 novembre 1899 à Wolfenbüttel, est un peintre prussien de l'école de Dusseldorf.

## Galerie

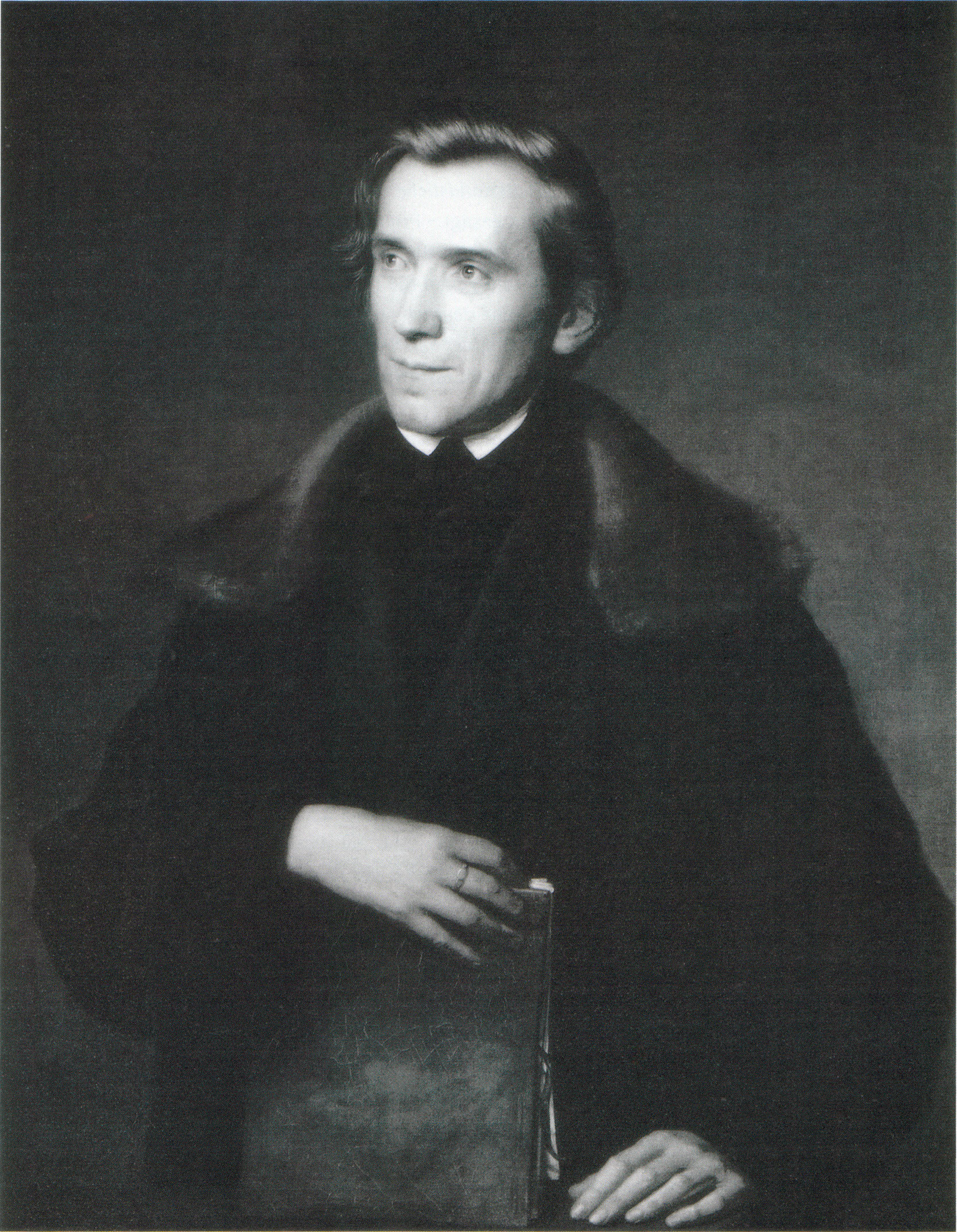
Portrait de Ludwig Richter jeune, 1851, huile sur toile, localisation inconnue.
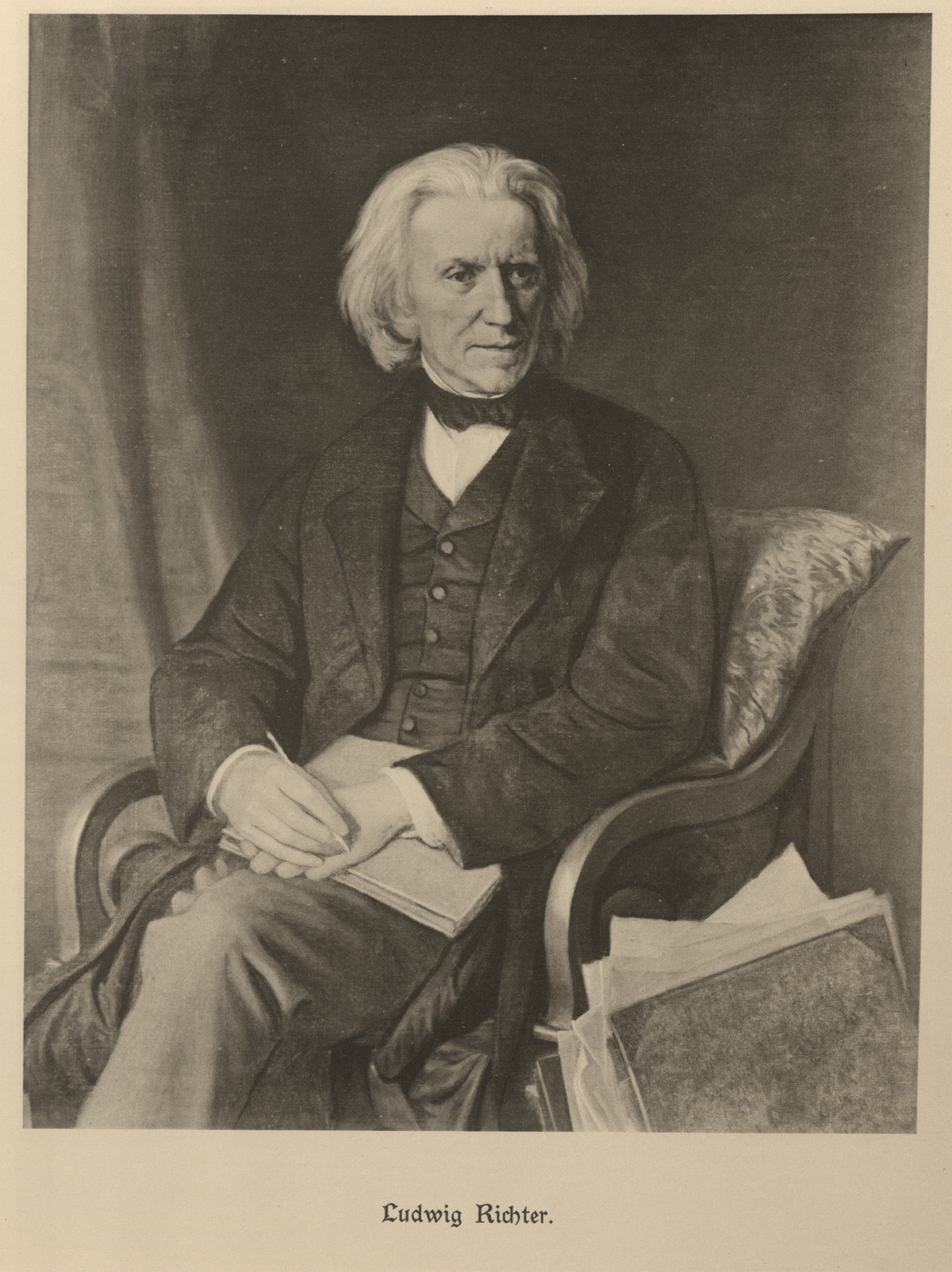
Portrait de Ludwig Richter, vers 1880, huile sur toile, localisation inconnue.
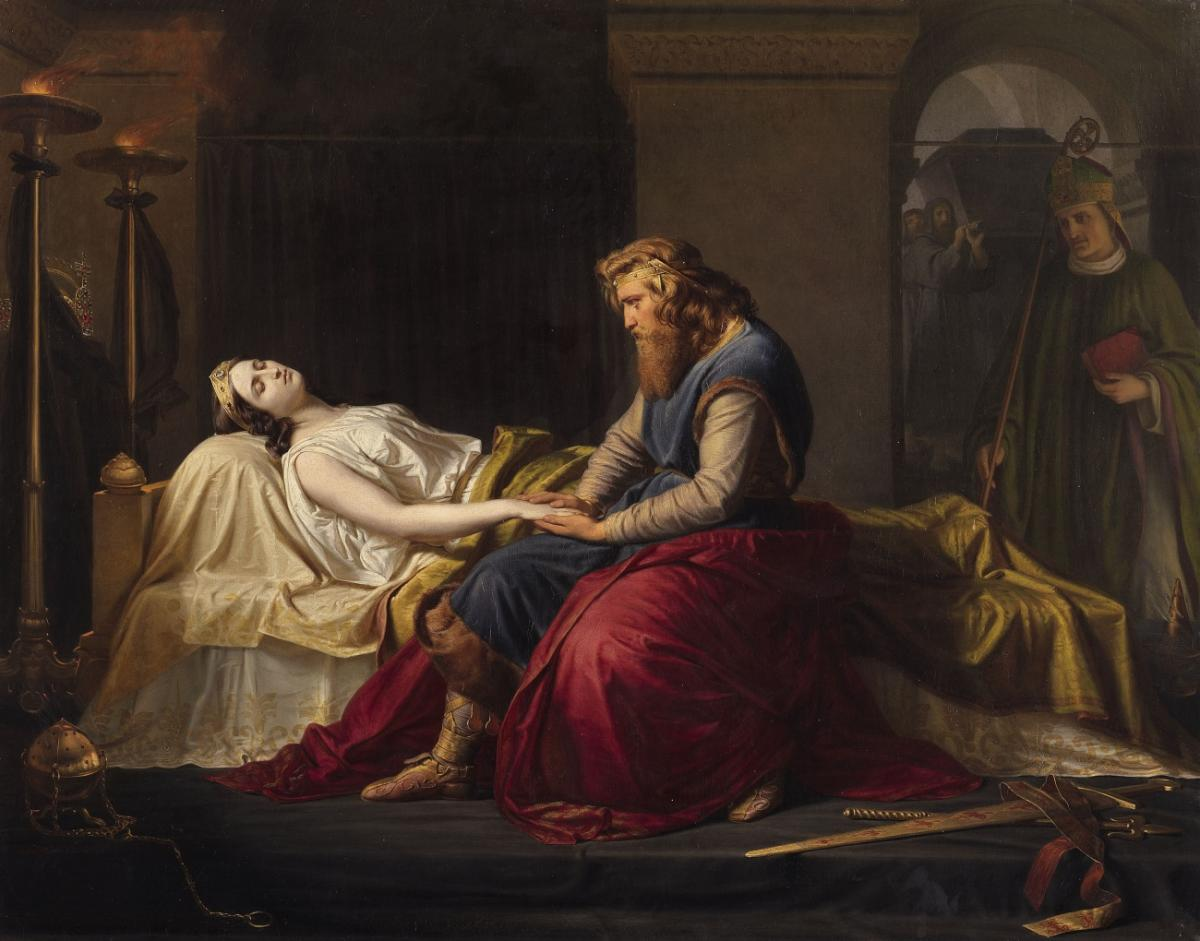
L'empereur Charlemagne au chevet de sa défunte épouse Fastrade, 1857, huile sur toile, 122 × 156,5 cm, collection privée.